# San Vicente (vulkaan)
San Vicente (ook bekend als Chichontepec en Las Chiches) is een stratovulkaan in de departementen San Vicente en La Paz in El Salvador. De berg ligt ongeveer zes kilometer ten zuidwesten van de stad San Vicente, waaraan het zijn naam dankt. De vulkaan is met ongeveer 2182 meter hoogte de tweede hoogste vulkaan in El Salvador. In de inheemse taal Pipil betekent Chichontepec de 'berg van de twee borsten', omdat de dubbele top zou lijken op de boezem van een vrouw. De beide toppen van de vulkaan hebben elk een vulkaankrater.
De vulkaan wordt begroeid door een dichte vegetatie. Er zijn talrijke warmwaterbronnen en fumarolen te vinden op de noordelijke en westelijke flanken van de vulkaan. In het noordoosten zijn er fumarolen te vinden op 820 meter in een ravijn van 180 meter lengte, samen met fonteinen van helder of modderig water of kleine moddervulkanen.
De laatste noemenswaardige uitbarsting vond meer dan 1700 jaar geleden plaats. De vulkaan heeft mogelijk een zeer lange geschiedenis van herhaalde en soms gewelddadige, uitbarstingen gehad. Met ten minste een van de uitbarstingen is er een groot deel van de vulkaan ingestort met een enorme aardverschuiving.